# Cimeira de L’Aquila
A Cimeira de L'Aquila foi um encontro dos países do G8 mais a Rússia, realizado entre os dias 8, 9 e 10 de julho de 2006 em L'aquila, Itália. Além do G8 também participaram os chefes de Estado e do governo de 29 países e representantes de 11 organizações econômicas e financeiras. Os principais assunto da agenda foram temas ambientais e econômicos, inclusive, foi apresentado a proposta de uma Moeda Mundial pelo presidente da Rússia, Dmitri Medvedev.

## Ligação externa
- Página oficial (em italiano)